# Augochloropsis monochroa
Augochloropsis monochroa är en biart som först beskrevs av Cockerell 1900.  Augochloropsis monochroa ingår i släktet Augochloropsis och familjen vägbin. Inga underarter finns listade.